# Timo Becker
Timo Becker, né le 25 mars 1997 à Herten, est un footballeur allemand qui évolue au poste de défenseur à Schalke 04.

## Biographie

### Débuts et formation (2016-2019)
Timo Becker naît à Herten, ville moyenne située en Rhénanie-du-Nord-Westphalie.
Ayant grandit dans la Ruhr, il débute le football au Erler SV 08 puis au SSV Buer, avant de rejoindre à seulement 10 ans le centre de formation de Schalke 04 situé à quelques kilomètres de son village natal. Il y passe six années, forgeant son attachement au club. Il poursuit ensuite sa formation Rot-Weiss Essen, où il fera également ses premiers pas en équipe première à partir de 2016. Pendant trois saisons, il s’impose comme un joueur clé en de Regionalliga, totalisant 89 matchs et 5 buts.

### Retour à Schalke 04 et découverte du monde professionnel (2019-2022)
En 2019, Timo Becker fait son retour à Schalke 04. Recruté dans un premier temps pour l'équipe réserve, il intègre très rapidement le groupe professionnel à la suite d'une multitude de blessures dans le secteur défensif de Schalke. Le 29 novembre 2019, il dispute son premier match de Bundesliga face à l'Union Berlin, en remplaçant Amine Harit en fin de rencontre (victoire 2-1).
Le 31 juillet 2020, il prolonge son contrat jusqu'en juin 2021 avec une année en option.

### Prêt au Hansa Rostock (2022)
À la mi-saison 2021-2022, il est prêté au Hansa Rostock pour gagner du temps de jeu en 2. Bundesliga.

### Transfert au Holstein Kiel (2022-2025)
À l’été 2022, il rejoint Holstein Kiel, où il devient rapidement un élément essentiel de la défense. Leader sur et en dehors du terrain, il y est même nommé vice-capitaine. Sa solidité et son état d’esprit contribuent fortement à la montée du club en Bundesliga à l’issue de la saison 2023-2024.
Après trois saisons abouties à Kiel et un maintien en Bundesliga obtenu en 2024-2025, Becker décide de ne pas prolonger son contrat.

### Second retour à Schalke 04 (depuis 2025)
En avril 2025, il officialise son grand retour à Schalke 04, libre de tout contrat. Il signe un engagement fort jusqu’en 2029, dans un club qu’il a toujours porté dans son cœur, au point d’avoir assisté à plusieurs matchs depuis les tribunes après son départ initial,.

## Statistiques
| Saison                | Club                  | Championnat           | Championnat | Championnat | Coupe(s) nationale(s) | Coupe(s) nationale(s) | Total | Total |
| Saison                | Club                  | Division              | M.          | B.          | M.                    | B.                    | M.    | B.    |
| 2015-2016             | RW Essen              | Regionalliga West     | 2           | 0           | 1                     | 0                     | 3     | 0     |
| 2016-2017             | RW Essen              | Regionalliga West     | 17          | 1           | 6                     | 0                     | 23    | 1     |
| 2017-2018             | RW Essen              | Regionalliga West     | 25          | 2           | 5                     | 0                     | 30    | 2     |
| 2018-2019             | RW Essen              | Regionalliga West     | 30          | 2           | 3                     | 0                     | 33    | 2     |
| Sous-total            | Sous-total            | Sous-total            | 74          | 5           | 15                    | 0                     | 89    | 5     |
| 2019-2020             | Schalke 04            | Bundesliga            | 10          | 0           | 1                     | 0                     | 11    | 0     |
| 2020-2021             | Schalke 04            | Bundesliga            | 20          | 0           | 2                     | 0                     | 22    | 0     |
| 2021-2022             | Schalke 04            | 2. Bundesliga         | 5           | 0           | 1                     | 0                     | 6     | 0     |
| Sous-total            | Sous-total            | Sous-total            | 35          | 0           | 4                     | 0                     | 39    | 0     |
| 2021-2022             | Hansa Rostock (prêt)  | 2. Bundesliga         | 14          | 0           | -                     | -                     | 14    | 0     |
| 2022-2023             | Holstein Kiel         | 2. Bundesliga         | 24          | 3           | 1                     | 0                     | 25    | 3     |
| 2023-2024             | Holstein Kiel         | 2. Bundesliga         | 28          | 7           | 1                     | 0                     | 29    | 7     |
| 2024-2025             | Holstein Kiel         | Bundesliga            | 30          | 0           | 2                     | 0                     | 32    | 0     |
| Sous-total            | Sous-total            | Sous-total            | 96          | 10          | 4                     | 0                     | 100   | 10    |
| 2025-2026             | Schalke 04            | 2. Bundesliga         | -           | -           | -                     | -                     | 0     | 0     |
| Sous-total            | Sous-total            | Sous-total            | -           | -           | -                     | -                     | 0     | 0     |
| Total sur la carrière | Total sur la carrière | Total sur la carrière | 161         | 10          | 21                    | 0                     | 182   | 10    |

## Palmarès
| Schalke 04 (1)                                        |
| ----------------------------------------------------- |
| - Championnat d'Allemagne de D2 (1) - Champion : 2022 |